# Liste des épisodes de Rave
Cette page liste les épisodes de l'adaptation animée du manga Rave

## Les génériques
| Génériques | Épisodes | Début             | Début            | Fin                | Fin              |
| Génériques | Épisodes | Titre             | Artiste          | Titre              | Artiste          |
| ---------- | -------- | ----------------- | ---------------- | ------------------ | ---------------- |
| 1          | 1 – 25   | Butterfly Kiss    | Chihiro Yonekura | Kohaku no Yurikago | Chihiro Yonekura |
| 2          | 26 – 51  | Higher and Higher | Kumoko           | Hikousen           | Kumoko           |

## Saison 1

### ArcIntro
| No | Titre français              | Titre japonais | Titre japonais     | Date de 1re diffusion |
| No | Titre français              | Kanji          | Rōmaji             | Date de 1re diffusion |
| --- | --------------------------- | -------------- | ------------------ | --------------------- |
| 1 | Le Rave Master              | レイヴを継ぐ者 | Reivu wo Tsugumono | 13 octobre 2001       |
| [Chapitres 5-6-7-8] Haru Glory, le nouveau Rave Master, fait la rencontre de Elie une jeune fille amnésique alors qu'il chercher son animal "Plue". Après leur rencontre ils décident de faire leur voyage ensemble . |                             |                |                    |                       |
| 2 | Shuda, le seigneur infernal | 爆炎のシュダ   | Bakuen no Shuda    | 20 octobre 2001       |
| [Chapitres 1-3-8] |                             |                |                    |                       |

### ArcLance
| No                   | Titre français                      | Titre japonais              | Titre japonais                      | Date de 1re diffusion |
| No                   | Titre français                      | Kanji                       | Rōmaji                              | Date de 1re diffusion |
| -------------------- | ----------------------------------- | --------------------------- | ----------------------------------- | --------------------- |
| 3                    | Musica, le forgeron légendaire      | 伝説の鍛冶屋ムジカ          | Densetsu no Kajiya Musika           | 27 octobre 2001       |
| [Chapitres 1-9-10]   |                                     |                             |                                     |                       |
| 4                    | Lance, le maître de l'épée bestiale | 獣剣の男ランス              | Jūken no Otoko Ransu                | 3 novembre 2001       |
| [Chapitre 11]        |                                     |                             |                                     |                       |
| 5                    | Ten Commandments réparée            | 復活！ テン・コマンドメンツ | Fukkasu! Ten Komandomentsu          | 10 novembre 2001      |
| [Chapitres 12-13]    |                                     |                             |                                     |                       |
| 6                    | Les deux épées de Musica            | 対決！ムジカのふたつの剣    | Taiketsu! Musika no futatsu no ken  | 17 novembre 2001      |
| [Chapitres 14-15]    |                                     |                             |                                     |                       |
| 7                    | La victoire d'Explosion             | 決着！勝利の爆発の剣        | Kecchaku! Shōri no Bakuhatsu no ken | 24 novembre 2001      |
| [Chapitres 15-16-17] |                                     |                             |                                     |                       |
| 8                    | Musica et le Silver Rhythm          | 銀の旋律のムジカ            | Gin no Senritsu no Musika           | 1er décembre 2001     |
| [Chapitres 17-18]    |                                     |                             |                                     |                       |

### ArcLa danse du tonnerre
| No                   | Titre français    | Titre japonais     | Titre japonais  | Date de 1re diffusion |
| No                   | Titre français    | Kanji              | Rōmaji          | Date de 1re diffusion |
| -------------------- | ----------------- | ------------------ | --------------- | --------------------- |
| 9                    | Plue est tout mou | プルーのひみつ     | Prū no Himitsu  | 8 décembre 2001       |
| [Chapitre 19]        |                   |                    |                 |                       |
| 10                   | Souvenirs d'orage | 雷鳴の記憶         | Raimei no Kioku | 15 décembre 2001      |
| [Chapitres 20-21]    |                   |                    |                 |                       |
| 11                   | Dancing Hero      | ダンシングヒーロー | Danshingu Hīrō  | 22 décembre 2001      |
| [Chapitres 22-23]    |                   |                    |                 |                       |
| 12                   | La scène finale   | ラストシーン       | Rasuto Shīn     | 29 décembre 2001      |
| [Chapitres 24-25-26] |                   |                    |                 |                       |

### ArcShuda
| No                  | Titre français                              | Titre japonais               | Titre japonais                 | Date de 1re diffusion |
| No                  | Titre français                              | Kanji                        | Rōmaji                         | Date de 1re diffusion |
| ------------------- | ------------------------------------------- | ---------------------------- | ------------------------------ | --------------------- |
| 13                  | Le pays des météorites                      | 星降りの地                   | Hoshifuri no Chi               | 5 janvier 2002        |
| [Chapitres 26-27]   |                                             |                              |                                |                       |
| 14                  | Le tueur mystère                            | 謎の暗殺者                   | Nazo no Ansatsusha             | 12 janvier 2002       |
| [Chapitres 28-29]   |                                             |                              |                                |                       |
| 15                  | Le second Rave                              | 第2のレイヴ                  | Dai Ni no Reivu                | 19 janvier 2002       |
| [Chapitres 30-31]   |                                             |                              |                                |                       |
| 16                  | Combat : le ring invisible                  | 決闘！バニュッシュフィールド | Kettō! Banisshu Fīrudo         | 26 janvier 2002       |
| [Chapitres 4-32-33] |                                             |                              |                                |                       |
| 17                  | La défaite de Shuda dans le ciel            | シュダ 天空に散る            | Shuda Tenkū ni chiru           | 2 février 2002        |
| [Chapitres 34-35]   |                                             |                              |                                |                       |
| 18                  | Rhapsodia : cinq secondes avant l'explosion | ラプソディア爆発5秒前        | Rapusodia Bakuhatsu Go-byō Mae | 9 février 2002        |
| [Chapitres 36-37]   |                                             |                              |                                |                       |

### ArcLe mystère d'Elie
| No                   | Titre français                 | Titre japonais           | Titre japonais                  | Date de 1re diffusion |
| No                   | Titre français                 | Kanji                    | Rōmaji                          | Date de 1re diffusion |
| -------------------- | ------------------------------ | ------------------------ | ------------------------------- | --------------------- |
| 19                   | La fille aux chiffres 3 1 7 3  | 3173の女                 | 3173 no Onna                    | 16 février 2002       |
| [Chapitres 38-39]    |                                |                          |                                 |                       |
| 20                   | La tragédie d'Élie             | エリーの悲劇・・・       | Erī no Higeki                   | 23 février 2002       |
| [Chapitres 40-41]    |                                |                          |                                 |                       |
| 21                   | Combat : Haru contre Sieg Hart | 激突！ハル対ジークハルト | Gekitotsu! Haru tai Jīku Haruto | 2 mars 2002           |
| [Chapitres 41-42-43] |                                |                          |                                 |                       |
| 22                   | L'épée du sceau Rune Save      | 封印の剣 ルーンセイブ    | Fūin no Ken Rūn Seibu           | 9 mars 2002           |
| [Chapitres 43-44]    |                                |                          |                                 |                       |
| 23                   | Le réveil d'Aethérion          | エーテリオン覚醒         | Eeterion Kakusei                | 16 mars 2002          |
| [Chapitres 45-46]    |                                |                          |                                 |                       |
| 24                   | Ma promesse à Élie             | エリーとの約束           | Erī to no Yakusoku              | 23 mars 2002          |
| [Chapitre 47]        |                                |                          |                                 |                       |
| 25                   | Adieu, continent Song          | さらばソング大陸         | Saraba Songu Tairiku            | 30 mars 2002          |
| [Chapitre 48]        |                                |                          |                                 |                       |

## Saison 2

### ArcTour de Jin
| No                            | Titre français                                     | Titre japonais           | Titre japonais              | Date de 1re diffusion |
| No                            | Titre français                                     | Kanji                    | Rōmaji                      | Date de 1re diffusion |
| ----------------------------- | -------------------------------------------------- | ------------------------ | --------------------------- | --------------------- |
| 26                            | Voleurs professionnels : le clan des fesses dodues | 大強盗！ケツプリ団       | Daigotō! Ketsupuridan       | 6 avril 2002          |
| [Chapitre 49]                 |                                                    |                          |                             |                       |
| 27                            | Lavaria, la ville barrière                         | 結界の都 ラーバリア      | Kekkai no Miyako Rābiaria   | 13 avril 2002         |
| [Chapitres 50-51]             |                                                    |                          |                             |                       |
| 28                            | Les liens du destin                                | 運命の絆                 | Unmei no Kizuna             | 20 avril 2002         |
| [Chapitres 52-53]             |                                                    |                          |                             |                       |
| 29                            | Gale, le chef des Majin                            | 魔人の頭ゲイル！         | Majin no atama Gairu        | 27 avril 2002         |
| [Chapitres 54-55]             |                                                    |                          |                             |                       |
| 30                            | Les cinq dieux protecteurs du palais royal         | 戦慄！王宮守五神         | Senritsu! Oukyūshu Gokami   | 4 mai 2002            |
| [Chapitres 56-57]             |                                                    |                          |                             |                       |
| 31                            | Le compte à rebours final                          | ファイナルカウントダウン | Fainaru Kauntodaun          | 11 mai 2002           |
| [Chapitres 58-59]             |                                                    |                          |                             |                       |
| 32                            | La cinquième épée, Blue Crimson                    | 第5の剣 ブルークリムゾン | Daigo no ken Burū Kurimuson | 18 mai 2002           |
| [Chapitres 60-61]             |                                                    |                          |                             |                       |
| 33                            | Claire, la guerrière du ciel bleu                  | 蒼天四戦士クレア         | Sōten Shisenshi Kurea       | 25 mai 2002           |
| [Chapitres 62-63]             |                                                    |                          |                             |                       |
| 34                            | Gale et King                                       | ゲイルとキング           | Geiru to Kingu              | 1er juin 2002         |
| [Chapitres 63-64-65]          |                                                    |                          |                             |                       |
| 35                            | Une raison pour lutter                             | 戦う理由                 | Tatakau Riyū                | 8 juin 2002           |
| [Chapitres 66-67]             |                                                    |                          |                             |                       |
| 36                            | Par-delà le ciel du chagrin                        | 哀しき空の向こうに・・・ | Kanashiki Sora no Mukō ni   | 15 juin 2002          |
| [Chapitres 68-69]             |                                                    |                          |                             |                       |
| 37                            | Adieu, mon ami                                     | さらば友よ！             | Saraba tomoyo!              | 22 juin 2002          |
| [Chapitres 70-71]             |                                                    |                          |                             |                       |
| 38                            | La mémoire des étoiles                             | 星の記憶                 | Hoshi no Kioku              | 29 juin 2002          |
| [Chapitres 72-73]             |                                                    |                          |                             |                       |
| 39                            | La naissance du Rave Master                        | RAVE誕生                 | Raibu Tanjō                 | 6 juillet 2002        |
| [Suppléments 1 et 2, tome 10] |                                                    |                          |                             |                       |
| 40                            | An 65, la légende de Plue                          | 0065ブルー·レジェンド    | Puru Regendo                | 13 juillet 2002       |
| [Chapitre filler]             |                                                    |                          |                             |                       |
| 41                            | Spectacle de rue extrême                           | 決死の路上パフォーマンス | Kesshi no Rojō Pafomansu    | 20 juillet 2002       |
| [Chapitre 74 + filler]        |                                                    |                          |                             |                       |

### ArcSymphonia
| No                   | Titre français                             | Titre japonais                      | Titre japonais                             | Date de 1re diffusion |
| No                   | Titre français                             | Kanji                               | Rōmaji                                     | Date de 1re diffusion |
| -------------------- | ------------------------------------------ | ----------------------------------- | ------------------------------------------ | --------------------- |
| 42                   | Le casino en plein ciel, Edel Lake         | 空中カジノ エーデルレイク           | Kūchū Kajino Ederu Reiku                   | 27 juillet 2002       |
| [Chapitre 75]        |                                            |                                     |                                            |                       |
| 43                   | Le clan des fesses dodues contre-attaque   | ケツプリ団の大逆襲                  | Ketsupuridan Dai Gyakushū                  | 3 août 2002           |
| [Chapitres 76-77]    |                                            |                                     |                                            |                       |
| 44                   | Une percée à travers la tempête de la mort | デスストーム突破！                  | Desu Sutōmu Toppa                          | 10 août 2002          |
| [Chapitres 78-79-80] |                                            |                                     |                                            |                       |
| 45                   | L'héritage du Dark Bring Master            | 降臨 ダークブリングマスター         | Korin Dāku Bringu Masutā                   | 17 août 2002          |
| [Chapitres 81-82-83] |                                            |                                     |                                            |                       |
| 46                   | La résurrection des Oration Seis           | 復活！！六祈将軍 (オラシオンセイス) | Fukkatsu!! Roku Reishogun (Orashion Seisu) | 23 août 2002          |
| [Chapitres 83-84-85] |                                            |                                     |                                            |                       |
| 47                   | Le secret de la race des dragons           | 竜人(ドラゴンレイス) の真実         | Ryujin (Doragon Reisu) no Shinjitsu        | 31 août 2002          |
| [Chapitres 86-87]    |                                            |                                     |                                            |                       |
| 48                   | La mauvaise fortune du Silver Claimer      | 悲しき銀術師 (シルバークレイマー)   | Kanashiki Ginjutsushi (Shiruba Kureimā)    | 7 septembre 2002      |
| [Chapitres 87-88-89] |                                            |                                     |                                            |                       |
| 49                   | Une lutte sans merci                       | 戦いの果てに                        | Tatakai no hate ni                         | 14 septembre 2002     |
| [Chapitres 90-91]    |                                            |                                     |                                            |                       |
| 50                   | La porte de la mémoire                     | 記憶の扉                            | Kioku no Tobira                            | 21 septembre 2002     |
| [Chapitres 92-93-94] |                                            |                                     |                                            |                       |
| 51                   | Un pacte pour le futur                     | 未来への誓い                        | Mirai e no Chikai                          | 28 septembre 2002     |
| [Chapitres 94-95]    |                                            |                                     |                                            |                       |

#### Épisodes japonais
1. 1 2 3  Épisodes 1 à 3
2. 1 2 3  Épisodes 4 à 6
3. 1 2 3  Épisodes 7 à 9
4. 1 2 3  Épisodes 10 à 12
5. 1 2 3  Épisodes 13 à 15
6. 1 2 3  Épisodes 16 à 18
7. 1 2 3  Épisodes 19 à 21
8. 1 2 3  Épisodes 22 à 24
9. 1 2 3  Épisodes 25 à 27
10. 1 2 3  Épisodes 28 à 30
11. 1 2 3  Épisodes 31 à 33
12. 1 2 3  Épisodes 34 à 36
13. 1 2 3  Épisodes 37 à 39
14. 1 2 3  Épisodes 40 à 42
15. 1 2 3  Épisodes 43 à 45
16. 1 2 3  Épisodes 46 à 48
17. 1 2 3  Épisodes 49 à 51

#### Épisodes français
1. 1 2 3 4 5 6 7 8 9 10 11 12 13  Épisodes 1 à 13
2. 1 2 3 4 5 6 7 8 9 10 11 12 13  Épisodes 14 à 26
3. 1 2 3 4 5 6 7 8 9 10 11 12 13  Épisodes 27 à 39
4. 1 2 3 4 5 6 7 8 9 10 11 12  Épisodes 40 à 51